# 舒利亞基 (科澤列齊區)
51°0′34″N 31°7′47″E / 51.00944°N 31.12972°E
舒利亞基（烏克蘭語：Шуляки），是烏克蘭北部的村莊，隸屬切爾尼希夫州的切爾尼希夫區。該村始建於1720年，面積0.7平方公里，海拔高度117米，2001年人口209，人口密度每平方公里297.7人。